# 蓮東坊

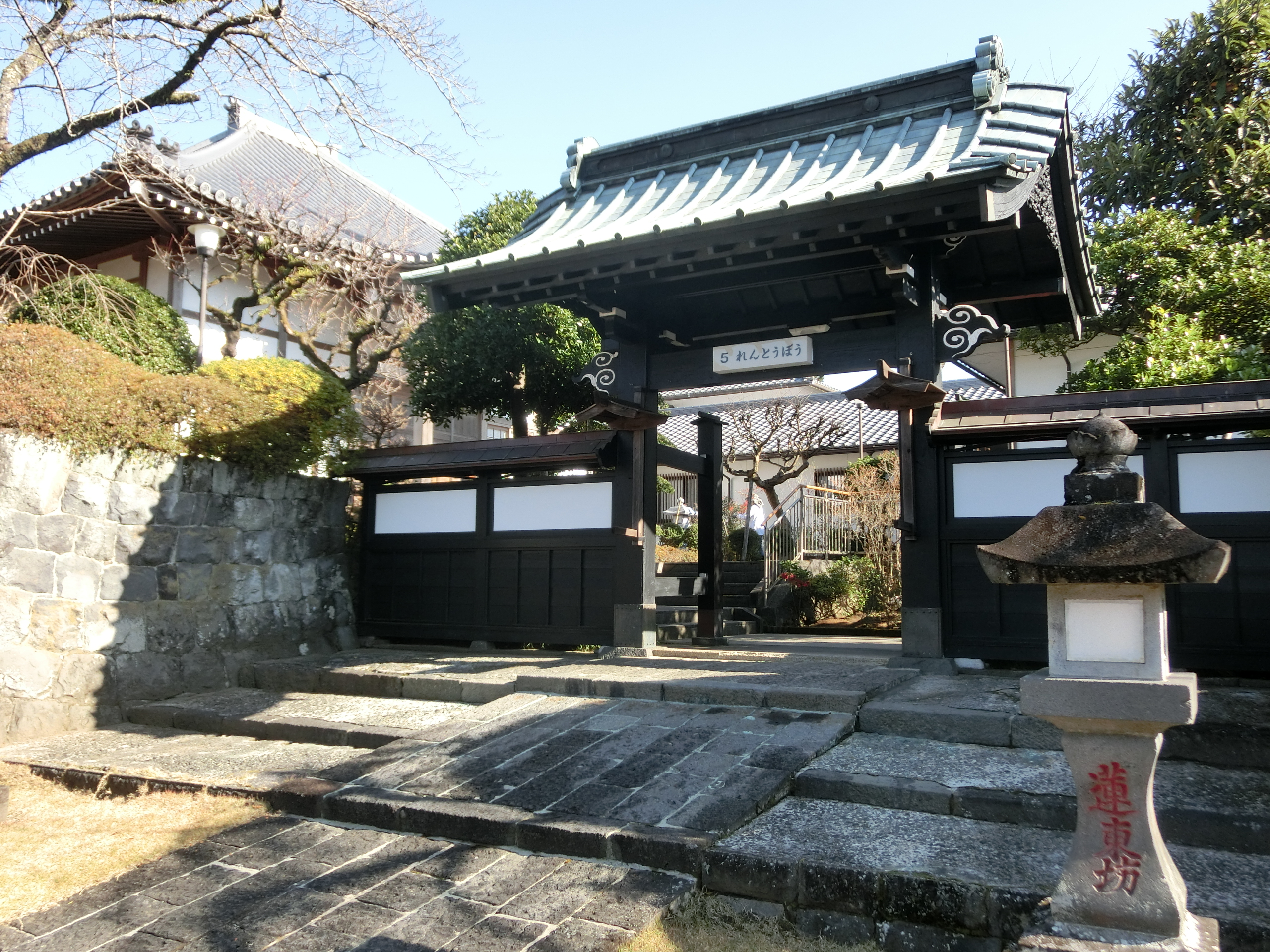
蓮東坊

蓮東坊（れんとうぼう）は、日蓮正宗総本山大石寺の塔中坊の一つ。表塔中にある。

## 歴史
- 1294年（永仁2年） - 第3祖日目の弟子である三河公日蔵を開基として建立される。
- 1894年（明治27年）2月10日 - 改築される。
- 1901年（明治34年）1月8日 - 後の第61世法主日隆が住職となる。
- 1956年（昭和31年）12月1日 - 改築される。
- 2007年（平成19年）11月15日 - 立正安国論正義顕揚750年記念局総本山総合整備事業の一環として改築される。第68世法主日如の大導師で新築落慶入仏法要が行われる。安置の御本尊は改築にあたり日如が新たに書写した御本尊である。